# 威尔纳·格里希
威尔纳·格里希（德語：Werner Gerich，1919年8月25日—2003年4月17日），德国工程师和技术顾问，退休后加入西德退休专家服务局，1984年11月1日到1986年11月4日间在武汉柴油机厂（武柴）担任厂长，为中国改革开放初期聘任的第一位“洋厂长”。2018年12月18日被授予中国改革友谊奖章。